# Edgerley (Cheshire)
Edgerley – były civil parish w Anglii, w hrabstwie ceremonialnym Cheshire, w dystrykcie (unitary authority) Cheshire West and Chester, w civil parish Churton. W 2001 roku civil parish liczyła 7 mieszkańców.